# Afrogluphisia demas
Afrogluphisia demas är en fjärilsart som beskrevs av Sergius G. Kiriakoff 1970. Afrogluphisia demas ingår i släktet Afrogluphisia och familjen tandspinnare. Inga underarter finns listade i Catalogue of Life.